# لهراسب یکم
لهراسب یکم یا لوارساب یکم (گرجی: ლუარსაბ I) (زاده ۱۵۰۲-۱۵۰۹ – درگذشته ۱۵۵۶ ) پادشاه کارتلی در شرق گرجستان بود که در مقابل حملات دولت صفوی مقاومت بسیار نمود و در نبرد با آنان کشته شد.